# Денніс Політік
Денніс Політік (рум. Dennis Politic, нар. 5 березня 2000, Брашов) — румунський футболіст, нападник клубу «Динамо» (Бухарест) та збірної Румунії.

## Клубна кар'єра
Народився 5 березня 2000 року в місті Брашов. Вихованець юнацьких команд футбольних клубів «Брашов», «Манчестер Юнайтед» та «Болтон Вондерерз». Він підписав свій перший професійний контракт з «Болтоном» влітку 2018 року, а 26 жовтня того ж року його віддали в оренду в «Солфорд Сіті» з Національної ліги, в якій він взяв участь у 9 матчах чемпіонату. 
3 серпня 2019 року Політік дебютував за «Болтон Вондерерз», відігравши всі 90 хвилин у стартовій грі сезону Першої ліги проти «Віком Вондерерз» (0:2). У сезоні 2019/20 Денніс був основним гравцем клубу з Болтона, але 11 серпня 2020 року під час передсезонної підготовки пошкодив передню хрестоподібну зв’язку, через що пропустив увесь сезон 2020/21 років.
16 серпня 2021 року Політік приєднався до клубу Другої ліги «Порт Вейл» на правах оренди на сезон 2021/22, щоб дозволити йому відновити свою попередню фізичну форму.
21 січня 2022 року Політик підписав 18-місячний контракт із командою італійської Серії B «Кремонезе». Втім у новій команді грав мало, тому 1 вересня 2022 року він повернувся у «Порт Вейл» на правах оренди.
3 липня 2023 року він підписав контракт із клубом «Динамо» (Бухарест). Станом на 25 березня 2025 року відіграв за бухарестську команду 52 матчі в національному чемпіонаті.

## Виступи за збірну
У 2016 році дебютував у складі юнацької збірної Румунії (U-17), загалом на юнацькому рівні взяв участь у 3 іграх.
24 березня 2025 року Політік дебютував за збірну Румунії в матчі проти Сан-Марино (5:1) у кваліфікації до чемпіонату світу 2026 року.

## Статистика виступів

### Статистика клубних виступів
Станом на 14 квітня 2024
| Сезон                 | Команда               | Чемпіонат             | Чемпіонат | Чемпіонат | Національний кубок | Національний кубок | Національний кубок | Континентальні кубки | Континентальні кубки | Континентальні кубки | Інші змагання | Інші змагання | Інші змагання | Усього | Усього |
| Сезон                 | Команда               | Ліга                  | Ігор      | Голів     | Ліга               | Ігор               | Голів              | Ліга                 | Ігор                 | Голів                | Ліга          | Ігор          | Голів         | Ігор   | Голів  |
| --------------------- | --------------------- | --------------------- | --------- | --------- | ------------------ | ------------------ | ------------------ | -------------------- | -------------------- | -------------------- | ------------- | ------------- | ------------- | ------ | ------ |
| жовт. 2018-лют. 2019  | «Солфорд Сіті»        | НЛ                    | 9         | 2         | КА                 | 2                  | 0                  | -                    | -                    | -                    | ТФЛ           | 2             | 0             | 13     | 2      |
| 2019–20               | «Болтон Вондерерз»    | 1ФЛ                   | 24        | 3         | КА+КЛ              | 1+1                | 1+0                | -                    | -                    | -                    | ТФЛ           | 4             | 1             | 30     | 5      |
| серп. 2021-січ. 2022  | «Порт Вейл»           | 2ФЛ                   | 10        | 2         | КА+КЛ              | 3+0                | 2+0                | -                    | -                    | -                    | ТФЛ           | 3             | 1             | 16     | 5      |
| січ.-черв. 2022       | «Кремонезе»           | B                     | 3         | 0         | КІ                 | -                  | -                  | -                    | -                    | -                    | -             | -             | -             | 3      | 0      |
| 2022–23               | «Порт Вейл»           | 1ФЛ                   | 24        | 2         | КА+КЛ              | 1+0                | 1+0                | -                    | -                    | -                    | ТФЛ           | 4             | 4             | 29     | 7      |
| Усього за «Порт Вейл» | Усього за «Порт Вейл» | Усього за «Порт Вейл» | 34        | 4         |                    | 4                  | 3                  |                      | -                    | -                    |               | 7             | 5             | 45     | 12     |
| 2023–24               | «Динамо» (Бухарест)   | ЧР                    | 25        | 6         | КР                 | 4                  | 0                  | -                    | -                    | -                    | -             | -             | -             | 29     | 6      |
| Усього за кар'єру     | Усього за кар'єру     | Усього за кар'єру     | 95        | 15        |                    | 12                 | 4                  |                      | -                    | -                    |               | 13            | 6             | 120    | 25     |

## Титули і досягнення
- Володар Суперкубка Румунії (1):

«ФКСБ»: 2025